# 7476 Ogilsbie
7476 Ogilsbie è un asteroide della fascia principale. Scoperto nel 1993, presenta un'orbita caratterizzata da un semiasse maggiore pari a 3,1463500 UA e da un'eccentricità di 0,2321646, inclinata di 25,81659° rispetto all'eclittica.